# 冮瑞
冮瑞（1958年5月—），男，满族，辽宁彰武人，中华人民共和国政治人物。中央党校经济管理专业在职研究生学历。

## 生平
1980年2月参加工作。1984年10月加入中国共产党。1986年11月起，先后担任辽宁省商业厅计划业务处副处长、处长，辽宁省贸易厅市场处处长，辽宁省经贸委副主任、党组成员等职务。2006年1月，转任中共本溪市委副书记，2007年1月，任本溪市委副书记、市长。2008年起，担任第十一届全国人民代表大会辽宁地区代表。2009年12月，任中共本溪市委书记。2015年4月，任辽宁省人民政府副省长。2018年1月，任辽宁省政协副主席。